# Liste der Kulturdenkmäler in Langenthal (Hunsrück)
In der Liste der Kulturdenkmäler in Langenthal sind alle Kulturdenkmäler der rheinland-pfälzischen Ortsgemeinde Langenthal aufgeführt. Grundlage ist die Denkmalliste des Landes Rheinland-Pfalz (Stand: 2. August 2023).

## Einzeldenkmäler
| Bezeichnung         | Lage                        | Baujahr                                      | Beschreibung | Bild                           |
| ------------------- | --------------------------- | -------------------------------------------- | --- | ------------------------------ |
| Wohnhaus            | Hauptstraße, bei Nr. 4 Lage | um 1700                                      | barockes Wohnhaus (Unterstallhaus?), teilweise Fachwerk, wohl um 1700                                                | BW                             |
| Hofanlage           | Hauptstraße 12 Lage         | 18. oder 19. Jahrhundert                     | Streckhof, 18. oder 19. Jahrhundert; eingeschossiges Unterstallhaus, teilweise Fachwerk, Scheune, teilweise Fachwerk | BW                             |
| Evangelische Kirche | Hauptstraße 22 Lage         | Ende des 15. und Anfang des 16. Jahrhunderts | spätgotischer Saalbau, Ende des 15. und Anfang des 16. Jahrhunderts                                                  | weitere Bilder Fotos hochladen |